# 全米アマチュアゴルフ選手権
全米アマチュア選手権（ぜんべいアマチュアせんしゅけん、United States Amateur Championship、単に “U.S. Amateur”、「全米アマ」とも呼ばれる） は、アメリカ合衆国で毎年開催されるアマチュアゴルファーの最高峰を決定するトーナメントで、主催は全米ゴルフ協会。8月に7日間にわたり開催されている。
1894年に米国で「全国アマチュア選手権」 (National Amateur Championship) と名付けられたトーナメントが別々に2つ開催された。一つはニューポートカントリークラブで開催されてウィリアム・G・ローレンス (William G. Lawrence) が優勝し、もう一つの大会はセイント・アンドリューズゴルフクラブで行われ、ローレンス・B・スタッタード (Laurence B. Stottard) が優勝した。同じ年に同名の大会が別々に開催されるといったゴルフ界の動向を見たシカゴゴルフクラブのチャールズ・B・マクドナルドは、統一したルールで正式な全国選手権を開催し、またこれを統括する団体が必要だと考えた。そして同年12月22日にアマチュアゴルフ協会（Amateur Golf Association、その後すぐに United States Golf Association, USGA、全米ゴルフ協会に改名）が創設され、翌年にはこの団体主催の全米アマチュア選手権と全米オープンの二つの第1回大会が、どちらもニューポートカントリークラブで開催された。
参加申込に際して年齢や性別に制限はないが、ハンディキャップインデックスが 2.4 以下でなければならない。出場選手は USGA（および各国の同様な統括団体）に加盟しているクラブに所属していなければならない規定があったが、1979年に撤廃された。大会は初めの2日間はストロークプレーを行い、上位64名がマッチプレー方式により対戦を行い優勝者を決定する。近年はトーナメントプロを目指す10歳代後半や20歳前半の選手の優勝が多い。第二次世界大戦前はトップレベルの選手でもプロにならずアマチュアのままでいることを選択するゴルファーが多かったこともあり、優勝者の平均年齢も高かった。
有名なゴルファーの多くがこの全米アマで優勝している。ボビー・ジョーンズ（5回優勝）、ジェローム・トラバース（4回）、ジャック・ニクラウス（2回）、タイガー・ウッズ（連続3回）などが挙げられる。1993年、ウッズはキングズヒルゴルフクラブ所属のポール・ページにベスト 16 の段階で 2&1 で負けたが、その翌年に最年少記録の18歳で優勝した（それまでは1909年ロバート・A・ガーデナーの19歳5か月）。この記録も2008年にはニュージーランド人のダニー・リーに破られ、さらにその翌年には17歳のアン・ビョンフンに塗り替えられた。日本勢では2015年に小西健太が準決勝敗退が最高である。現代ではプロのトーナメントが全盛だが、以前はこの全米アマはメジャー大会の一つに数えられていた。このため今でもこの大会の優勝者には全米プロゴルフ選手権を除いたすべてのメジャートーナメントから招待状が届く。さらに、準優勝者にもマスターズとUSオープンの招待状が届く。ただしこれらプレーヤーはその大会開催期間まではアマチュアでなければならない。
全米アマが将来プロを目指す選手ばかりになったので、1981年にはキャリアを積んだアマチュアのための大会である全米ミッドアマチュア選手権 (U.S. Mid-Amateur Championship) が創設された。この大会に出場するための最少年齢は 25 である。プロにならない最良のプレーヤーが切磋琢磨し全米タイトルを目指す機会を提供するものだ。

## 予選免除資格
全米各地で予備予選が行われ、これに勝ち抜いたゴルファーが本戦に出場できる。ただし下記条件を満たした者は予備予選が免除される。
有資格者がプロに転向した場合、大会の出場資格が失われる。
1. 過去10年間の優勝者
2. 過去3年間の準優勝者
3. 過去2年間の準決勝進出者
4. 前年度準々決勝進出者
5. 当年全米オープン出場者
6. 前年全米オープン決勝ラウンド進出者
7. 当年全米シニアオープンローアマ
8. 過去2年間の全米ミッドアマチュア優勝・準優勝者
9. 過去2年間の全米ジュニアアマチュア優勝・準優勝者
10. 過去2年間の全米シニアアマチュア優勝・準優勝者
11. 過去2大会のウォーカーカップ出場者
12. 過去2大会のアイゼンハワートロフィー出場者
13. 当年コパ・デ・ラス・アメリカス出場者
14. NCAA男子ゴルフ選手権個人優勝者
15. 過去5年間の全英アマ優勝者
16. 現在の世界アマチュアゴルフランキング上位50名

## 歴代優勝者
| 開催年                            | 優勝者                       | 決勝スコア                          | 準優勝者           | 開催地                           |                                    |
| --------------------------------- | ---------------------------- | ----------------------------------- | ------------------ | -------------------------------- | ---------------------------------- |
| 2025                              | メイソン・ハウフェル         | 7 & 6                               | Jackson Herrington | オリンピッククラブ (Lake Course) |                                    |
| 2024                              | José Luis Ballester          | 2 up                                | Noah Kent          | Hazeltine National Golf Club     |                                    |
| 2023                              | ニック・ダンラップ           | 4 & 3                               | Neal Shipley       | Cherry Hills Country Club        |                                    |
| 2022                              | Ridgewood Country Club       | Sam Bennett                         | アメリカ合衆国     | 1 up                             | Ben Carr                           |
| 2021                              | Oakmont Country Club         | ジェームズ・ピオット                | アメリカ合衆国     | 2 & 1                            | Austin Greaser                     |
| 2020                              | Bandon Dunes Golf Resort     | Tyler Strafaci                      | アメリカ合衆国     | 1 up                             | Ollie Osborne                      |
| 2019                              | パインハースト・リゾート     | アンディ・オグルトゥリー            | アメリカ合衆国     | 2 & 1                            | ジョン・アウゲンシュタイン         |
| 2018                              | ペブルビーチGL               | ビクトル・ホフランド                | ノルウェー         | 6 & 5                            | Devon Bling                        |
| 2017                              | リビエラCC                   | ドック・レッドマン                  | アメリカ合衆国     | 37th hole                        | ダグ・ギム                         |
| 2016                              | オークランドヒルズCC         | カーティス・ラック                  | オーストラリア     | 6 & 4                            | Brad Dalke                         |
| 2015                              | オリンピアフィールズCC       | ブライソン・デシャンボー            | アメリカ合衆国     | 7 & 6                            | デレク・バード                     |
| 2014                              | アトランタ・アスレチックC    | ガン・ヤン                          | 韓国               | 2 & 1                            | コリー・コナーズ                   |
| 2013                              | ザカントリークラブ           | マシュー・フィッツパトリック        | イングランド       | 4 & 3                            | オリバー・ゴス                     |
| 2012                              | チェリー・ヒルズCC           | スティーブン・フォックス            | アメリカ合衆国     | 37ホール                         | マイケル・ウィーバー               |
| 2011                              | エリンヒルズ                 | ケリー・クラフト                    | アメリカ合衆国     | 2 up                             | パトリック・キャントレー           |
| 2010                              | チェンバーズ・ベイ           | ピーター・ユーライン                | アメリカ合衆国     | 4 & 2                            | デビッド・チャン                   |
| 2009                              | サザン・ヒルズCC             | 安秉勲                              | 韓国               | 7 & 5                            | ベン・マーティン                   |
| 2008                              | パインハースト・リゾート     | ダニー・リー                        | ニュージーランド   | 5 & 4                            | Drew Kittleson                     |
| 2007                              | オリンピックC                | コルト・ノスト                      | アメリカ合衆国     | 2 & 1                            | マイケル・トンプソン               |
| 2006                              | ヘイゼルタインナショナルGC   | リッチー・ラムゼイ                  | スコットランド     | 4 & 2                            | ジョン・ケリー                     |
| 2005                              | メリオンGC                   | エドアルド・モリナリ                | イタリア           | 4 & 3                            | Dillon Dougherty                   |
| 2004                              | ウィングドフットゴルフクラブ | ライアン・ムーア                    | アメリカ合衆国     | 2 up                             | ルーク・リスト                     |
| 2003                              | オークモントCC               | ニック・フラナガン                  | オーストラリア     | 37ホール                         | ケイシー・ウィッテンバーグ         |
| 2002                              | オークランドヒルズCC         | リッキー・バーンズ                  | アメリカ合衆国     | 2 & 1                            | ハンター・メイハン                 |
| 2001                              | イースト・レイクGC           | ババ・ディッカーソン                | アメリカ合衆国     | 1 up                             | ロバート・ハミルトン               |
| 2000                              | バルタスロールGC             | Jeff Quinney                        | アメリカ合衆国     | 39ホール                         | James Driscoll                     |
| 1999                              | ペブルビーチGL               | David Gossett                       | アメリカ合衆国     | 9 & 8                            | Sung Yoon Kim                      |
| 1998                              | オークヒルCC                 | Hank Kuehne                         | アメリカ合衆国     | 2 & 1                            | Tom McKnight                       |
| 1997                              | コグヒルG&CC                 | マット・クーチャー                  | アメリカ合衆国     | 2 & 1                            | Joel Kribel                        |
| 1996                              | パンプキン・リッジGC         | タイガー・ウッズ                    | アメリカ合衆国     | 38ホール                         | スティーブ・スコット               |
| 1995                              | ニューポートCC               | タイガー・ウッズ                    | アメリカ合衆国     | 2 up                             | Buddy Marucci                      |
| 1994                              | TPCソーグラス                | タイガー・ウッズ                    | アメリカ合衆国     | 2 up                             | Trip Kuehne                        |
| 1993                              | チャンピオンズGC             | ジョン・ハリス                      | アメリカ合衆国     | 5 & 3                            | ダニー・エルス                     |
| 1992                              | ミュアフィールド・ヴィレッジ | ジャスティン・レナード              | アメリカ合衆国     | 8 & 7                            | Tom Scherrer                       |
| 1991                              | The Honors Course            | Mitch Voges                         | アメリカ合衆国     | 7 & 6                            | Manny Zerman                       |
| 1990                              | チェリー・ヒルズCC           | フィル・ミケルソン                  | アメリカ合衆国     | 5 & 4                            | Manny Zerman                       |
| 1989                              | メリオンGC                   | クリス・パットン                    | アメリカ合衆国     | 3 & 1                            | ダニー・グリーン                   |
| 1988                              | ホームステッド               | Eric Meeks                          | アメリカ合衆国     | 7 & 6                            | Danny Yates                        |
| 1987                              | ジュピター・ヒルズC          | ビリー・メイフェア                  | アメリカ合衆国     | 4 & 3                            | Eric Rebmann                       |
| 1986                              | ショールクリーククラブ       | バディ・アレクサンダー              | アメリカ合衆国     | 5 & 3                            | クリス・カイト                     |
| 1985                              | Montclair Golf Club          | サム・ランドルフ                    | アメリカ合衆国     | 1 up                             | ピーター・パーソンズ               |
| 1984                              | オークツリーGC               | スコット・バープランク              | アメリカ合衆国     | 4 & 3                            | サム・ランドルフ                   |
| 1983                              | ノース・ショアCC             | ジェイ・シーゲル                    | アメリカ合衆国     | 8 & 7                            | クリス・ベリー                     |
| 1982                              | ザカントリークラブ           | ジェイ・シーゲル                    | アメリカ合衆国     | 8 & 7                            | デビッド・トーリー                 |
| 1981                              | オリンピックC                | ナサニエル・クロスビー              | アメリカ合衆国     | 1 up                             | Brian Lindley                      |
| 1980                              | ザCCオブノースカロライナ     | ハル・サットン                      | アメリカ合衆国     | 9 & 8                            | ボブ・ルイス                       |
| 1979                              | カンターベリーGC             | マーク・オメーラ                    | アメリカ合衆国     | 8 & 7                            | ジョン・クック                     |
| 1978                              | プレーンフィールドCC         | ジョン・クック                      | アメリカ合衆国     | 5 & 4                            | スコット・ホーク                   |
| 1977                              | アロニミンクGC               | ジョン・フォウト                    | アメリカ合衆国     | 9 & 8                            | Doug Fischesser                    |
| 1976                              | ベルエアCC}                  | ビル・サンダー                      | アメリカ合衆国     | 8 & 6                            | C・パーカー・ムーア・ジュニア      |
| 1975                              | CCオブバージニア             | フレッド・リドリー                  | アメリカ合衆国     | 2 up                             | キース・ファーガス                 |
| 1974                              | リッジウッドCC               | ジェリー・ペイト                    | アメリカ合衆国     | 2 & 1                            | ジョン・R・グレース                |
| 1973                              | Inverness Club               | クレイグ・スタドラー                | アメリカ合衆国     | 6 & 5                            | David Strawn                       |
| 1965–72: ストローク               |                              |                                     |                    |                                  |                                    |
| 1972                              | シャーロットCC               | ビニー・ジャイルズ                  | アメリカ合衆国     | 285                              | マーク・ヘイズ, ベン・クレンショー |
| 1971                              | Wilmington Country Club      | ゲイリー・コーワン                  | カナダ             | 280                              | エディ・ピアース                   |
| 1970                              | Waverley Country Club        | ラニー・ワドキンス                  | アメリカ合衆国     | 279                              | トム・カイト                       |
| 1969                              | オークモントCC               | Steve Melnyk                        | アメリカ合衆国     | 286                              | ビニー・ジャイルズ                 |
| 1968                              | Scioto Country Club          | ブルース・フライシャー              | アメリカ合衆国     | 284                              | ビニー・ジャイルズ                 |
| 1967                              | Broadmoor Golf Club          | ボブ・ディックソン                  | アメリカ合衆国     | 285                              | ビニー・ジャイルズ                 |
| 1966                              | メリオンGC                   | ゲイリー・コーワン                  | カナダ             | 285                              | Deane Beman                        |
| 1965                              | サザンヒルズCC               | ボブ・マーフィー                    | アメリカ合衆国     | 291                              | ボブ・ディックソン                 |
| 1895–1964: マッチプレー           |                              |                                     |                    |                                  |                                    |
| 1964                              | Canterbury Golf Club         | ウィリアム・C・キャンベル           | アメリカ合衆国     | 1 up                             | Edgar M. Tutwiler                  |
| 1963                              | Wakonda Club                 | Deane Beman                         | アメリカ合衆国     | 2 & 1                            | R. H. Sikes                        |
| 1962                              | パインハースト・リゾート     | ラブロン・ハリス・ジュニア          | アメリカ合衆国     | 1 up                             | Downing Gray                       |
| 1961                              | ペブルビーチGL               | ジャック・ニクラス                  | アメリカ合衆国     | 8 & 6                            | Dudley Wysong                      |
| 1960                              | セントルイスCC               | Deane Beman                         | アメリカ合衆国     | 6 & 4                            | ロバート・W・ガードナー            |
| 1959                              | Broadmoor Golf Club          | ジャック・ニクラス                  | アメリカ合衆国     | 1 up                             | チャールズ・コー                   |
| 1958                              | オリンピックC                | チャールズ・コー                    | アメリカ合衆国     | 5 & 4                            | トミー・アーロン                   |
| 1957                              | ザカントリークラブ           | ヒルマン・ロビンズ                  | アメリカ合衆国     | 5 & 4                            | Dr. フランク・M・テイラー          |
| 1956                              | Knollwood Club               | ハービー・ワード                    | アメリカ合衆国     | 5 & 4                            | Chuck Kocsis                       |
| 1955                              | CCオブバージニア             | ハービー・ワード                    | アメリカ合衆国     | 9 & 8                            | Bill Hyndman                       |
| 1954                              | CCオブデトロイト             | アーノルド・パーマー                | アメリカ合衆国     | 1 up                             | Robert Sweeny Jr.                  |
| 1953                              | オクラホマシティG&CC         | ジーン・リトラー                    | アメリカ合衆国     | 1 up                             | Dale Morey                         |
| 1952                              | シアトルGC                   | ジャック・ウェストランド            | アメリカ合衆国     | 3 & 2                            | Al Mengert                         |
| 1951                              | ソーコン・バレーCC           | ビリー・マックスウェル              | アメリカ合衆国     | 4 & 3                            | Joseph F. Gagliardi                |
| 1950                              | ミネアポリスGC               | Sam Urzetta                         | アメリカ合衆国     | 39ホール                         | Frank Stranahan                    |
| 1949                              | オークヒルCC                 | チャールズ・コー                    | アメリカ合衆国     | 11 & 10                          | Rufus King                         |
| 1948                              | メンフィスCC                 | ウィリー・ターネサ                  | アメリカ合衆国     | 2 & 1                            | Raymond E. Billows                 |
| 1947                              | ペブルビーチGL               | Skee Riegel                         | アメリカ合衆国     | 2 & 1                            | ジョニー・ドーソン                 |
| 1946                              | バルタスロールゴルフクラブ   | テッド・ビショプ                    | アメリカ合衆国     | 37ホール                         | スマイリー・クイック               |
| 1942–45: 第二次世界大戦のため中止 |                              |                                     |                    |                                  |                                    |
| 1941                              | オマハ・フィールドC          | バド・ワード                        | アメリカ合衆国     | 4 & 3                            | パット・アボット                   |
| 1940                              | ウィングドフットゴルフクラブ | ディック・チャップマン              | アメリカ合衆国     | 11 & 9                           | W. B. McCullough Jr.               |
| 1939                              | ノースショアCC               | バド・ワード                        | アメリカ合衆国     | 7 & 5                            | Raymond E. Billows                 |
| 1938                              | オークモントCC               | ウィリー・ターネサ                  | アメリカ合衆国     | 8 & 7                            | パット・アボット                   |
| 1937                              | Alderwood Country Club       | ジョニー・グッドマン                | アメリカ合衆国     | 2 up                             | Raymond E. Billows                 |
| 1936                              | ガーデンシティゴルフクラブ   | ジョン・フィッシャー                | アメリカ合衆国     | 37ホール                         | Jack McLean                        |
| 1935                              | ザCC(クリーブランド)         | ローソン・リトル                    | アメリカ合衆国     | 4 & 2                            | Walter Emery                       |
| 1934                              | ザカントリークラブ           | ローソン・リトル                    | アメリカ合衆国     | 8 & 7                            | デビッド・ゴールドマン             |
| 1933                              | ケンウッドCC                 | ジョージ・ダンラップ                | アメリカ合衆国     | 6 & 5                            | マックス・R・マーストン            |
| 1932                              | ボルチモアCC                 | ロス・サマービル                    | カナダ             | 2 & 1                            | ジョニー・グッドマン               |
| 1931                              | ビバリーCC                   | フランシス・ウイメット              | アメリカ合衆国     | 6 & 5                            | ジャック・ウェストランド           |
| 1930                              | メリオンGC                   | ボビー・ジョーンズ                  | アメリカ合衆国     | 8 & 7                            | Eugene V. Homans                   |
| 1929                              | ペブルビーチGL               | ハリソン・R・ジョンストン           | アメリカ合衆国     | 4 & 3                            | オスカー・F・ウィリング            |
| 1928                              | ブラエ・バーンCC             | ボビー・ジョーンズ                  | アメリカ合衆国     | 10 & 9                           | フィリップ・パーキンス             |
| 1927                              | ミニカーダC                  | ボビー・ジョーンズ                  | アメリカ合衆国     | 8 & 7                            | チック・エバンス                   |
| 1926                              | Baltusrol Golf Club          | ジョージ・フォンエルム              | アメリカ合衆国     | 2 & 1                            | ボビー・ジョーンズ                 |
| 1925                              | オークモントCC               | ボビー・ジョーンズ                  | アメリカ合衆国     | 8 & 7                            | ワッツ・ガン                       |
| 1924                              | メリオンGC                   | ボビー・ジョーンズ                  | アメリカ合衆国     | 9 & 8                            | ジョージ・フォンエルム             |
| 1923                              | Flossmoor Country Club       | マックス・R・マーストン             | アメリカ合衆国     | 38ホール                         | Jess Sweetser                      |
| 1922                              | ザCC                         | Jess Sweetser                       | アメリカ合衆国     | 3 & 2                            | チック・エバンス                   |
| 1921                              | セントルイスCC               | ジェシー・P・ギルフォード           | アメリカ合衆国     | 7 & 6                            | ロバート・A・ガードナー            |
| 1920                              | エンジニアーズCC             | チック・エバンス                    | アメリカ合衆国     | 7 & 6                            | フランシス・ウイメット             |
| 1919                              | オークモントCC               | S・デビッドソン・ヘロン             | アメリカ合衆国     | 5 & 4                            | ボビー・ジョーンズ                 |
| 1917–18: 第一次世界大戦のため中止 |                              |                                     |                    |                                  |                                    |
| 1916                              | メリオンGC                   | チック・エバンス                    | アメリカ合衆国     | 4 & 3                            | ロバート・A・ガードナー            |
| 1915                              | CCオブデトロイト             | ロバート・A・ガードナー             | アメリカ合衆国     | 5 & 4                            | ジョン・G・アンダーソン            |
| 1914                              | Ekwanok Country Club         | フランシス・ウイメット              | アメリカ合衆国     | 6 & 5                            | ジェローム・トラバース             |
| 1913                              | ガーデンシティゴルフクラブ   | ジェローム・トラバース              | アメリカ合衆国     | 5 & 4                            | ジョン・G・アンダーソン            |
| 1912                              | シカゴゴルフクラブ           | ジェローム・トラバース              | アメリカ合衆国     | 7 & 6                            | チック・エバンス                   |
| 1911                              | The Apawamis Club            | ハロルド・ヒルトン                  | イングランド       | 37ホール                         | Fred Herreshoff                    |
| 1910                              | ザカントリークラブ           | ウィリアム・C・フォーネス・ジュニア | アメリカ合衆国     | 4 & 3                            | ウォーレン・ウッド                 |
| 1909                              | シカゴゴルフクラブ           | ロバート・A・ガードナー             | アメリカ合衆国     | 4 & 3                            | チャンドラー・イーガン             |
| 1908                              | ガーデンシティGC             | ジェローム・トラバース              | アメリカ合衆国     | 8 & 7                            | Max H. Behr                        |
| 1907                              | Euclid Club                  | ジェローム・トラバース              | アメリカ合衆国     | 6 & 5                            | アーチボルド・グラハム             |
| 1906                              | イングルウッドGC             | エベン・バイヤーズ                  | アメリカ合衆国     | 2 up                             | ジョージ・リヨン                   |
| 1905                              | シカゴゴルフクラブ           | チャンドラー・イーガン              | アメリカ合衆国     | 6 & 5                            | Daniel Sawyer                      |
| 1904                              | Baltusrol Golf Club          | チャンドラー・イーガン              | アメリカ合衆国     | 8 & 6                            | Fred Herreshoff                    |
| 1903                              | ナッソーCC                   | ウォルター・トラビス                | アメリカ合衆国     | 5 & 4                            | Eben Byers                         |
| 1902                              | Glen View Club               | ルイス・N・ジェームス               | アメリカ合衆国     | 4 & 2                            | Eben Byers                         |
| 1901                              | アトランティックシティCC     | ウォルター・トラビス                | アメリカ合衆国     | 5 & 4                            | ウォルター・エガン                 |
| 1900                              | ガーデンシティGC             | ウォルター・トラビス                | アメリカ合衆国     | 2 up                             | Findlay S. Douglas                 |
| 1899                              | Onwentsia Club               | Herbert M. Harriman                 | アメリカ合衆国     | 3 & 2                            | Findlay S. Douglas                 |
| 1898                              | モリスCGC                    | フィンドレー・ダグラス              | スコットランド     | 5 & 3                            | ウォルター・B・スミス              |
| 1897                              | シカゴゴルフクラブ           | H.J.ウィガム                        | スコットランド     | 8 & 6                            | W. Rossiter Betts                  |
| 1896                              | シネコックヒルズ GC          | H. J.ウィガム                       | スコットランド     | 8 & 7                            | Joseph G. Thorp                    |
| 1895                              | ニューポートカントリークラブ | チャールズ・B・マクドナルド         | アメリカ合衆国     | 12 & 11                          | チャールズ・サンズ                 |

## 今後の開催予定地
| 年   | 回数  | コース                     | 開催地                       | 日程         | 実績                               |
| ---- | ----- | -------------------------- | ---------------------------- | ------------ | ---------------------------------- |
| 2026 | 126th | メリオンゴルフクラブ       | Ardmore, Pennsylvania        | August 10–16 | 1916, 1924, 1930, 1966, 1989, 2005 |
| 2027 | 127th | オークヒルカントリークラブ | Pittsford, New York          | August 9–15  | 1949, 1998                         |
| 2028 | 128th | Whistling Straits          | Kohler, Wisconsin            | August 14–20 |                                    |
| 2029 | 129th | インバネスクラブ           | Toledo, Ohio                 | August 13–19 | 1973                               |
| 2030 | 130th | Atlanta Athletic Club      | Johns Creek, Georgia         | August 12–18 | 2014                               |
| 2031 | 131st | Honors Course              | Ooltewah, Tennessee          | August 11–17 | 1991                               |
| 2032 | 132nd | Bandon Dunes Golf Resort   | Bandon, Oregon               | August 9–15  | 2020                               |
| 2033 | 133rd | チェンバーズベイ           | University Place, Washington | August 15–21 | 2010                               |
| 2034 | 134th | ザカントリークラブ         | Brookline, Massachusetts     | August 14–20 | 1910, 1922, 1934, 1957, 1982, 2013 |
| 2035 | 135th | エリンヒルズ               | Erin, Wisconsin              | August 13–19 | 2011                               |
| 2036 | 136th | Scioto Country Club        | Upper Arlington, Ohio        | August 11–17 | 1968                               |
| 2038 | 138th | Pinehurst Resort           | Pinehurst, North Carolina    | TBD          | 1962, 2008, 2019                   |
| 2041 | 141st | Bandon Dunes Golf Resort   | Bandon, Oregon               | TBD          | 2020, 2032                         |
| 2042 | 142nd | Ridgewood Country Club     | Paramus, New Jersey          | TBD          | 1974, 2022                         |
| 2047 | 147th | Oakland Hills Country Club | Bloomfield Hills, Michigan   | TBD          | 2002, 2016                         |
| 2051 | 151st | Saucon Valley Country Club | Bethlehem, Pennsylvania      | TBD          | 1951                               |

Source